# Un uomo in trappola
Un uomo in trappola è una miniserie televisiva diretta da Vittorio De Sisti, in onda in quattro puntate dal 27 gennaio al 17 febbraio 1985 su Rai 1 e poi replicata negli anni duemila su Rai 2 in orari notturni. A fianco del già affermato Ugo Pagliai, compaiono una giovane Elena Sofia Ricci e, nel ruolo dell'ispettore di polizia, un  Massimo Lopez che mostra di avere qualità anche nei ruoli drammatici.

## Trama
Un uomo viene indagato per l'omicidio di una persona, anche se lui in quel momento si trovava in compagnia di una ragazza all'interno di una discoteca; la giovane ha però paura di testimoniare temendo ritorsioni, così chiede alla famiglia dell'uomo una grossa somma di denaro pur di dire la verità alla Polizia. In seguito si susseguiranno altri omicidi, fra cui quello del vero omicida, che era solo un sicario, della testimone e della migliore amica di questa. L'indagato pensa così che sia il suo socio d'affari a volerlo mettere di mezzo ma la verità si mostra ancora più ingarbugliata.